# 地缘政治的基础
《地缘政治的基础：俄罗斯的地缘政治未来》，是俄罗斯政治哲学家亚历山大·杜金于1997年出版的一本地缘政治学书籍。该书在俄罗斯军警和外交界中有巨大影响力，还是目前俄罗斯总参谋部军事学院的教科书。

## 內容
依據地理，杜金區分兩種社會，一種是大西洋主義社會，另一種為歐亞主義社會。杜金認為大西洋主義的代表為美國，正在失去「歐亞區域」的前沿，而俄羅斯應透過兼併與結盟重建影響力。

### 對歐洲
- 德國：可以歸還加里寧格勒予德國。德國應恢復主導中東歐基督教國家的地位，與其組成「莫斯科-柏林軸心」。[11]
- 法國：法國應與德國結盟，對抗大西洋主義。[11]
- 芬蘭：俄羅斯應該吞併芬蘭；北芬蘭劃入莫曼斯克州，南芬蘭劃入卡累利阿。[11]
- 愛沙尼亞：劃入德國勢力範圍。[11]
- 拉脫維亞與立陶宛應劃為俄羅斯的特殊實體，或吞併[11]
- 白俄羅斯、摩拉維亞：吞併[11]
- 波蘭劃為歐亞國的特殊實體，或由德俄瓜分[11]
- 與羅馬尼亞、北馬其頓、塞爾維亞、斯普斯卡共和國及希臘組成在第三羅馬領導下的東正教同盟[11]
- 烏克蘭：吞併[11]
- 英國：美國的歐洲海外基地[11]

### 對中東
建立歐陸俄羅斯伊斯蘭同盟
- 伊朗：與其同盟，組成「莫斯科-德黑蘭軸心」[11]
- 亞美尼亞：作為戰略基地，組成「莫斯科-葉里溫-德黑蘭軸心」[11]
- 亞塞拜然：支解，或分給伊朗[11]
- 喬治亞：支解，吞併阿布哈茲及南奧塞梯[11]
- 俄羅斯應利用亞美尼亞人、庫德人等少數民族攻擊土耳其[11]
- 高加索、裏海北岸及東岸、中亞應為俄羅斯領土[11]

### 對遠東
- 中國：对俄罗斯构成威胁的中国必须进行“领土解体、分裂以及政治和行政上的分治”、“尽最大可能被拆分”，俄罗斯要把西藏、新疆、内蒙古、中国东北作为安全带，作为中国与俄罗斯间的缓冲区，而将这个安全带纳入俄罗斯的势力范围。[11]
- 日本：透過讓與千島群島，與日本結盟反美，建立「莫斯科东京轴心。」[11]
- 蒙古：吞併[11]

### 對美洲
- 對抗美國與加拿大[11]